# Адам Ельсгаймер
Адам Ельсгаймер (нім. Adam Elsheimer; 18 березня 1578, Франкфурт-на-Майні — 11 грудня 1610, Рим) — німецький живописець.

## Біографія
Хрещений 18 березня 1578 року в місті Франкфурт-на-Майні. Після навчання у Йоганна Феттеля старшого Адам Ельсгаймер був учнем Філіпа Уффенбаха, який передав його знання про художню манеру Маттіаса Грюневальда, Ганса Гольбайна старшого та Альбрехта Дюрера. 1596 року він поїхав до Страсбурга, де спілкувався з Фрідріхом Брентелем. 1598 року через Мюнхен Ельсгаймер вирушив до Венеції, де працював разом з іншим німецьким художником Йоганном Роттенгаммером. З 1600 року Ельсгаймер оселився в Римі, де затоваришував з Пітером Паулем Рубенсом та Паулем Брілем. Він студіював твори Мікеланджело, Рафаеля, а також Аннібале Карраччі та Караваджо. 1606 року він перейшов до католицизму. Цього ж року він став членом Академії Святого Луки. З 1604 року в Ельсгаймера проживав голландець Гендрік Гауд, що був його учнем і меценатом.

## Творчість

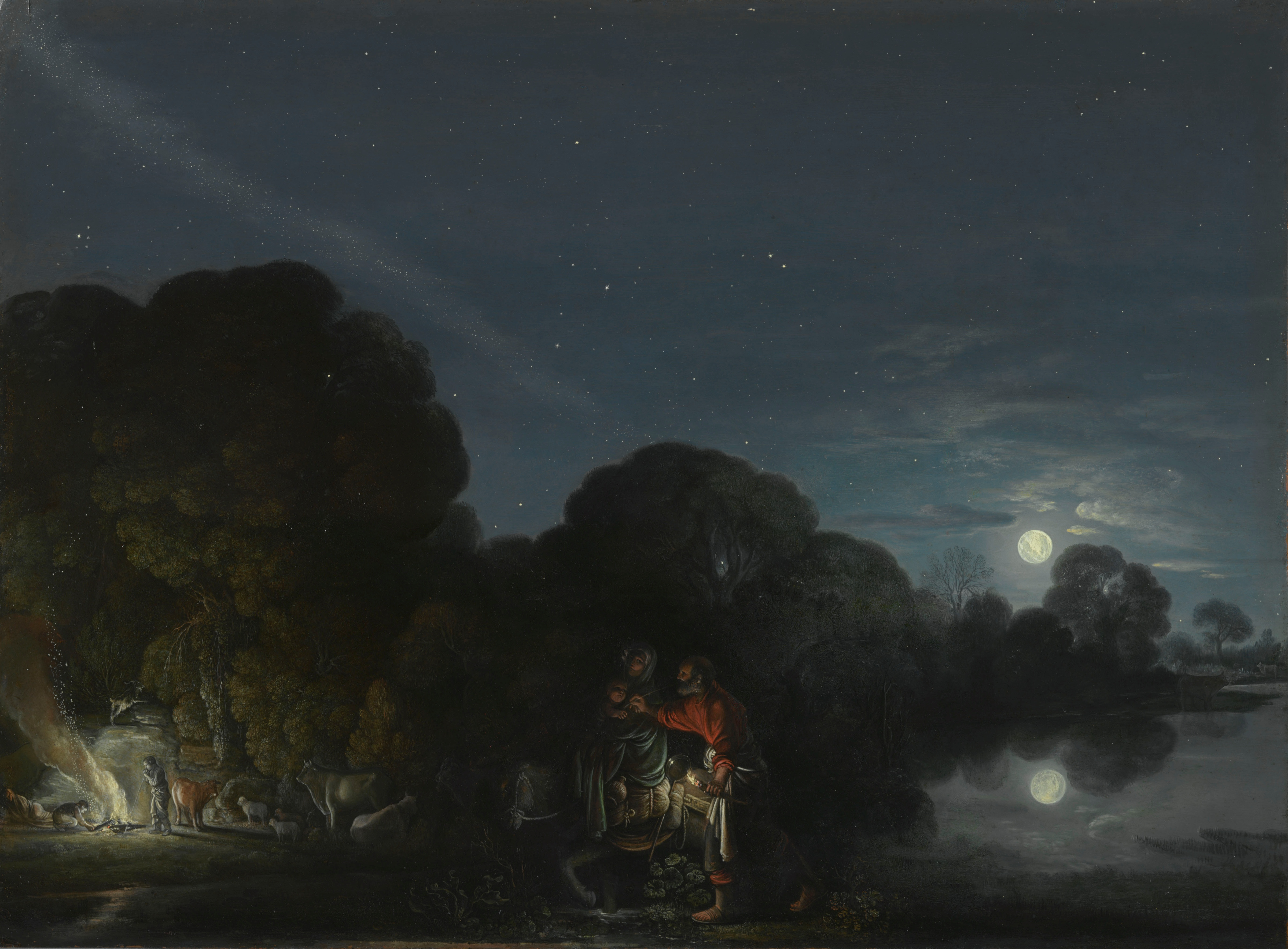
Втеча в Єгипет. 1609. Стара пінакотека. Мюнхен

Пожежа Трої. Бл. 1600. Стара пінакотека. Мюнхен

Ельсгаймер залишив небагато картин, які проте ще за його життя високо цінувалися художниками та колекціонерами, особливо за майстерність найтоншої розробки світлотіні. Більшість пейзажів написані на біблійні або міфологічні теми. Вплив Ельсгаймера не обмежується лише його нідерландськими та італійськими сучасниками, а сягяє творчості таких майстрів, як Пітер Ластман, Рембрандт та Клод Лоррен.

### Втеча в Єгипет
Адам Ельсгаймер є першим художником, який не лише точно відобразив сузір'я, а ще й правильно відтворив Чумацький шлях, як послідовність незліченної кількості окремих зірок. Цим знанням Ельсгаймер завдячував знайомству з Галілео Галілеєм і Федеріко Чезі, а також спостереженням зоряного неба за допомогою тоді щойно винайденого телескопа. На думку дослідників на картині відтворене зоряне небо, яке художник спостерігав 16 червня 1609 року близько 21.45 в околицях Риму. Астрономічні спостереження знайшли своє точне й майстерне відображення на картині «Втеча в Єгипет», яка зараз зберігається в Мюнхенській пінакотеці. Це з'ясували вчені Німецького музею в 2005 році. Місяць і зірки чумацького шляху, що зображені на картині, відповідають широті Риму.

### Пожежа Трої
У цій картині невеликого формату, написаній на мідній дошці, представлена сцена втечі Енея з сім'єю з палючої Трої. У нічній імлі, осяяній смолоскипами втікачів, можна розрізнити обриси фортеці, храмів, троянського коня. Разючий драматичний ефект досягнуто за допомогою відображення мерехтіння, спалахів тривожного світла у чорній темряві, що охопила землю. Особливістю пейзажу Ельсгаймера є ілюзія величезної протяжності простору, що виникає від тісного зіставлення ближнього і далекого планів. Так, захоплює своєю грандіозністю засіяне зірками небо з кометою, що відбилося на гладі річки. Затишний мирний вогонь, що світиться в темряві, і холодне світіння зірок у вишині зіставлені і відчуті у своїй особливій красі великого і малого, кінцевого і вічного. Завдяки світлотіні Ельсгаймер досягає в своїх творах рідкісної художньої єдності й поетичного настрою.